# Dilophus tuthilli
Dilophus tuthilli är en tvåvingeart som beskrevs av Hardy 1953. Dilophus tuthilli ingår i släktet Dilophus och familjen hårmyggor. Inga underarter finns listade i Catalogue of Life.